# Reserva Natural Nacional de Fengyangshan-Baishanzu
A Reserva Natural Nacional de Fengyangshan-Baishanzu é uma área protegida na China. Encontra-se localizada na província de Zhejiang, no sudoeste de China. A reserva encontra-se dentro dos condados de Longquan e de Qingyuan. O pico mais alto de Zhejiang, o Pico Huangmaojian (1 929 metros), está localizado dentro da reserva. A reserva actual foi formada em 1992 pela fusão de duas reservas naturais de nível provincial, a Reserva Natural de Fengyang Shan (criada em 1975) e a Reserva Natural de Baishanzu (1985).
A reserva é composta por duas partes. O norte é nomeado após o Monte Fengyangshan (chinês simplificado: 凤阳 山, pinyin: Fèngyángshān); o Pico Huangmaojian é o ponto mais alto da montanha. A parte sul é nomeada após o Monte Baishanzu (chinês simplificado: 百 山 祖, pinyin: Bǎishānzǔ). O seu ponto mais alto tem uma altura de 1 857 metros, tornando-se o segundo pico mais alto em Zhejiang.

## Biologia e ecologia
A classificação como reserva nacional significa o alto valor de conservação que esta reserva natural montanhosa tem. Os animais selvagens da reserva incluem o faisão, o leopardo, o serow de Sumatra, e a macaca mulatta. A presença de fezes de tigre no sul na reserva foi confirmada com métodos genéticos. 2203 espécies de insectos foram registadas dentro da reserva de Baishanzu.
Os tipos dominantes de vegetação são florestas com árvores de folhas largas e de folhas de agulhas. De acordo com Zhu, a reserva é conhecida como "o berço de plantas antigas no leste da China por causa de sua rica flora original". Pelo menos 1448 espécies e variedades de plantas semeadoras ocorrem na reserva Fengyangshan, das quais 47% são endémicas da China. No outro lado, 1545 espécies e variedades de plantas de semente são registadas na reserva de Baishanzu, dos quais 48% são endémicas da China. O abeto Baishanzu é endémico do Monte Baishanzu e é classificado como criticamente ameaçado pela Lista Vermelha da União Internacional para a Conservação.